# Philipp Alois von Schoeller

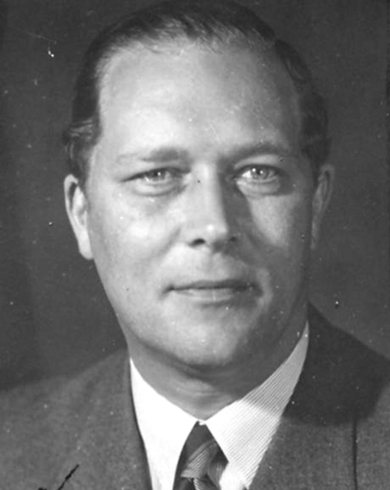
Philipp Alois von Schoeller, 1939

Philip Alois von Schoeller (* 4. Januar 1892 in Čakovice, Böhmen; † 8. Juni 1977 in Salzburg) war ein österreichischer Wirtschaftsfunktionär, Bankier und Politiker aus der Unternehmerfamilie Schoeller.

## Leben

### Bis 1933
Philipp Alois von Schoeller wurde als Sohn des Industriellen Philip Joseph von Schoeller und Enkel des Philipp Johann von Schoeller in den Brünner Zweig der Unternehmerfamilie Schoeller geboren. Er studierte in Prag und Berlin an technischen Hochschulen und nahm später am Ersten Weltkrieg teil. Schoeller stieg in die Familiengeschäfte ein und arbeitete dabei eng mit seinem Onkel Richard von Schoeller. Gemeinsam mit ihm war Philip Alois auch in die „Gesellschaft 164“ involviert, die unter Leitung von Franz Tausend illegale Parteispenden von Industriellen unter dem Vorwand der angeblichen synthetischen Goldherstellung der NSDAP zuführte.

### Leiter des Firmenimperiums und Aufstieg zum Wehrwirtschaftsführer
Nach einer schweren Erkrankung seines Onkels Richard rückte Philipp Alois im Jahr 1933 an die Spitze der Bank- und Industriegruppe auf. Dabei wurde er unter anderem Gesellschafter und Leiter der Schoellerbank sowie Präsident der Schoeller-Bleckmann Stahlwerke. Schoeller war Mitglied in der Vaterländischen Front und bereits 1936 Parteimitglied der zu dem Zeitpunkt in Österreich illegalen NSDAP, ab dem 1. Mai 1938 dann offiziell (Mitgliedsnummer 6.336.894). Insbesondere nach dem Anschluss Österreichs an das Deutsche Reich hatte er diverse Posten als Industrieinteressenvertreter inne. So war er unter anderem Ratsherr der Stadt Wien, Vizepräsident der Wiener Handelskammer und Beirat im Gauwirtschaftsamt.
1939 wurde Schoeller, auch wegen der Bedeutung der Stahlwerke für die Rüstungsindustrie, zum Wehrwirtschaftsführer ernannt. Die Familienunternehmen profitierten enorm von der Verdrängung jüdischer Personen aus dem Geschäftsleben. Neben dadurch geringerer Konkurrenz im Privatbanksektor erweiterte Schoeller auch das Unternehmensportfolio und übernahm zahlreiche Betriebe infolge von Arisierungen. Der Umsatz von Schoeller & Co. stieg von 44,7 Millionen Reichsmark 1938 auf 72,3 Millionen im Jahr 1944.:134 Zeitgleich profilierte sich Schoeller auch als Kunstförderer, war bis von 1937 bis 1945 Präsident der Wiener Konzerthausgesellschaft und publizierte unter dem Schriftsteller-Pseudonym „Philipp Freihofer“ einen Roman.

### Haft und Umzug nach Salzburg
Philipp Alois von Schoeller wurde im Mai 1945 verhaftet und die Schoellerbank vorübergehend unter öffentliche Verwaltung gestellt.:220 Schoeller stand auf der zweiten Kriegsverbrecherliste. Ihm wurde vorgeworfen, an die zum damaligen Zeitpunkt in Österreich illegale NSDAP gespendet zu haben und aktiv zu der Kriegswirtschaft der Nationalsozialisten beigetragen zu haben. Im Juni 1947 kam er frei und wurde 1948 schließlich zu zwei Jahren „schwerem Kerkerarrest“ verurteilt, den er wegen seiner vorherigen Untersuchungshaft nicht antreten musste. Anfang 1951 wurde sein Verfahren erneut aufgenommen, aber später im Jahr wieder eingestellt. Nach seiner Freilassung verlegte Schoeller seinen Lebensmittelpunkt nach Salzburg und spielte keine dominante Rolle mehr im Tagesgeschäft der Familiengeschäfte; derweil stieg sein Sohn Philipp als Kapitalgesellschafter in die Bank ein.:309

## Familie
Gemeinsam mit seiner Frau Gisela, geborene von Weckbecker, hatte Philip Alois von Schoeller vier Kinder, darunter den Sohn Philipp, der ebenfalls als Bankier und Wirtschaftsfunktionär im Familienunternehmen sowie als Funktionär im Internationalen Olympisches Komitee tätig war.